# جینگ لوسی
جینگ لوسی (چینی: 陆思敬؛ ‏انگلیسی: Jing Lusi؛ زادهٔ ۱۶ مهٔ ۱۹۸۵) بازیگر بریتانیایی زاده چین است.
از فیلم‌ها یا برنامه‌های تلویزیونی که وی در آن نقش داشته‌است، می‌توان به قبل از این که بخوابم، بازمانده، آسیایی‌های خرپول، خلافکاران لندن، قلب سنگی، ستیز، گروه ضربت: اعلان قرمز، آرگایل، قلب سنگی، شهر هالبی، پنی‌ورث و مرد در مقابل زنبور اشاره کرد.